# Whose Life Is It Anyway?
Whose Life Is It Anyway? is een Amerikaanse dramafilm uit 1981, geregisseerd door John Badham, met in de hoofdrollen Richard Dreyfuss, John Cassavetes, Christine Lahti en Bob Balaban. Het scenario is gebaseerd op het gelijknamig televisiestuk uit 1972 en de toneelbewerking ervan in 1978, beide van Brian Clark.

## Verhaal
Na een auto-ongeluk is beeldhouwer Ken Harrison vanaf zijn nek verlamd geraakt. Hij kan niet meer lopen, niet meer zelfstandig eten, geen kunst meer maken en hij heeft ook geen schijn van kans meer op een normaal bestaan. Daarom wil hij een einde aan zijn leven maken. Hij is echter fysiek niet in staat om zelfmoord te plegen, dus gaat hij op zoek naar andere manieren om zijn leven te beëindigen. Dr. Emerson, de ziekenhuisdirecteur die fel gekant is tegen euthanasie, wil hem koste wat het kost in leven houden en weigert hem uit het ziekenhuis te ontslaan.
Harrison maakt het uit met zijn vriendin Pat en schakelt advocaat Carter Hill in. Die aarzelt aanvankelijk om hem te vertegenwoordigen, maar dient uiteindelijk toch een juridisch verzoekschrift in bij het ziekenhuis om zijn leven te mogen beëindigen.
Claire Scott, Harrisons behandelende arts, krijgt na verloop van tijd gevoelens voor Harrison. Ze wil hem in leven houden, ook al heeft Harrisons vriendin Pat zijn beslissing om een einde aan zijn leven te maken geaccepteerd.
Uiteindelijk vindt er een rechtszitting plaats waar Harrison zijn argumenten voor zijn recht om te sterven aan een rechter voorlegt. Na onderzoek naar een eerdere, soortgelijke zaak, kiest de rechter de kant van Harrison en bevestigt dat hij het recht heeft om zelf te beslissen wat hij met zijn leven wil doen.
Later in het ziekenhuis bereidt Claire Ken voor op zijn euthanasie. Ze probeert hem te kussen, maar hij wendt zijn hoofd af. Claire verlaat de kamer, waarna hij op zijn eigen voorwaarden kan sterven.

## Rolverdeling
| Acteur           | Personage    |
| ---------------- | ------------ |
| Richard Dreyfuss | Ken Harrison |
| John Cassavetes  | Dr. Emerson  |
| Christine Lahti  | Claire Scott |
| Bob Balaban      | Carter Hill  |
| Thomas Carter    | John         |
| Kaki Hunter      | Mary Jo      |
| Kenneth McMillan | Judge Wyler  |
| Janet Eilber     | Pat          |